# Lubenham
Lubenham est une paroisse civile et un village du Leicestershire, en Angleterre.